# Casal 80
Casal 80 é uma série de televisão exibida na Rede Bandeirantes em 1983 e 1984, com direção de John Herbert e textos de Sérgio Jockymann. 

## Enredo
A trama girava em torno do casal Pantaleão e Cida. O esposo cuidava da casa e lidava com os filhos adolescentes, já a esposa sustentava a casa com seu trabalho e construía uma carreira de sucesso. 

## Elenco
- John Herbert - Pantaleão Rodrigues
- Célia Helena - Cida (1)
- Denise Del Vecchio - Cida (2)
- Artur Leivas - Duda
- Mayara Magri - Béa (1)
- Ciça Manzano - Béa (2)
- Riva Nimitz - Carminha
- Luiz Serra  - Juca
- Homero Capozzi

1. ↑  Xavier, Nilson. «Casal 80». Teledramaturgia. Consultado em 17 de dezembro de 2020